# 15861 Ispahan
15861 Ispahan eller 1996 HB12 är en asteroid i huvudbältet som upptäcktes den 17 april 1996 av den belgiske astronomen Eric W. Elst vid La Silla-observatoriet. Den är uppkallad efter den iranska staden Esfahan.
Asteroiden har en diameter på ungefär 9 kilometer.